# (73081) 2002 GD12
(73081) 2002 GD12 – planetoida z pasa głównego asteroid okrążająca Słońce w ciągu 3,42 lat w średniej odległości 2,27 j.a. Odkryta 15 kwietnia 2002 roku.